# Vitus Bering
Vitus Jonassen Bering (em russo: Витус Ионассен Беринг ou Иван Иванович Беринг, Ivan Ivanovich Bering) (Horsens, Jutlândia, 31 de agosto de 1681 – ilha de Bering, 19 de dezembro de 1741) foi um oficial e explorador dinamarquês ao serviço do Império Russo, também conhecido como "Colombo dos Czares".
O estreito de Bering, o mar de Bering, a ilha de Bering e a ponte terrestre de Bering (Beríngia) foram denominados em sua homenagem.

## Biografia
Vitus Bering nasceu perto de Horsens, Dinamarca, e após uma curta viagem às Índias alistou-se na Armada da Rússia em 1703, servindo na frota do mar Báltico durante a Grande Guerra do Norte. Entre 1710 e 1712 esteve na frota do mar de Azov, em Taganrog, onde participou na guerra russo-turca de 1710–1711. Casou com uma russa e só regressou brevemente à Dinamarca em 1715- Uma série de explorações à costa norte da Ásia levou-o na sua primeira viagem à península de Kamchatka.

## Primeira expedição a Kamchatka
Em 1725, sob os auspícios do governo russo e de Pedro, o Grande, viajou por terra até ao porto de Okhotsk, cruzou o mar de Okhotsk e chegou à península de Kamchatka. Aí construiu o navio Sviatoi Gavriil (em russo São Gabriel) e em 1728, a bordo deste, seguiu rumo ao norte. No dia de São Lourenço, 10 de agosto (no calendário antigo) de 1728, descobriu a ilha de São Lourenço, ilha essa que foi o primeiro lugar conhecido no Alasca a ser visitado por exploradores ocidentais. Em 16 de agosto redescobriu as ilhas Diomedes, Às quais deu esse nome por ser dia de São Diomedes no calendário ortodoxo russo.
Seguiu para norte até já não ver terra nessa direção (passando portanto pelo estreito de Bering), demonstrando assim que a Rússia e a América estavam separadas por água. No regresso foi criticado porque não tinha conseguido avistar o continente americano, envolto no nevoeiro.
No ano seguinte começou uma busca para leste para encontrar o continente americano, mas não o conseguiu, embora redescobrisse a ilha de Ratmanov, a mais ocidental das ilhas Diomedes, que fora já descoberta por Semyon Dezhnyov (c. 1605–73). No verão de 1730, Bering regressou a São Petersburgo. Durante a longa viagem à Sibéria, que o fez cruzar todo o continente asiático, Bering ficou gravemente doente, e cinco dos seus filhos morreram durante a travessia.

## Segunda expedição a Kamchatka (1733-43)

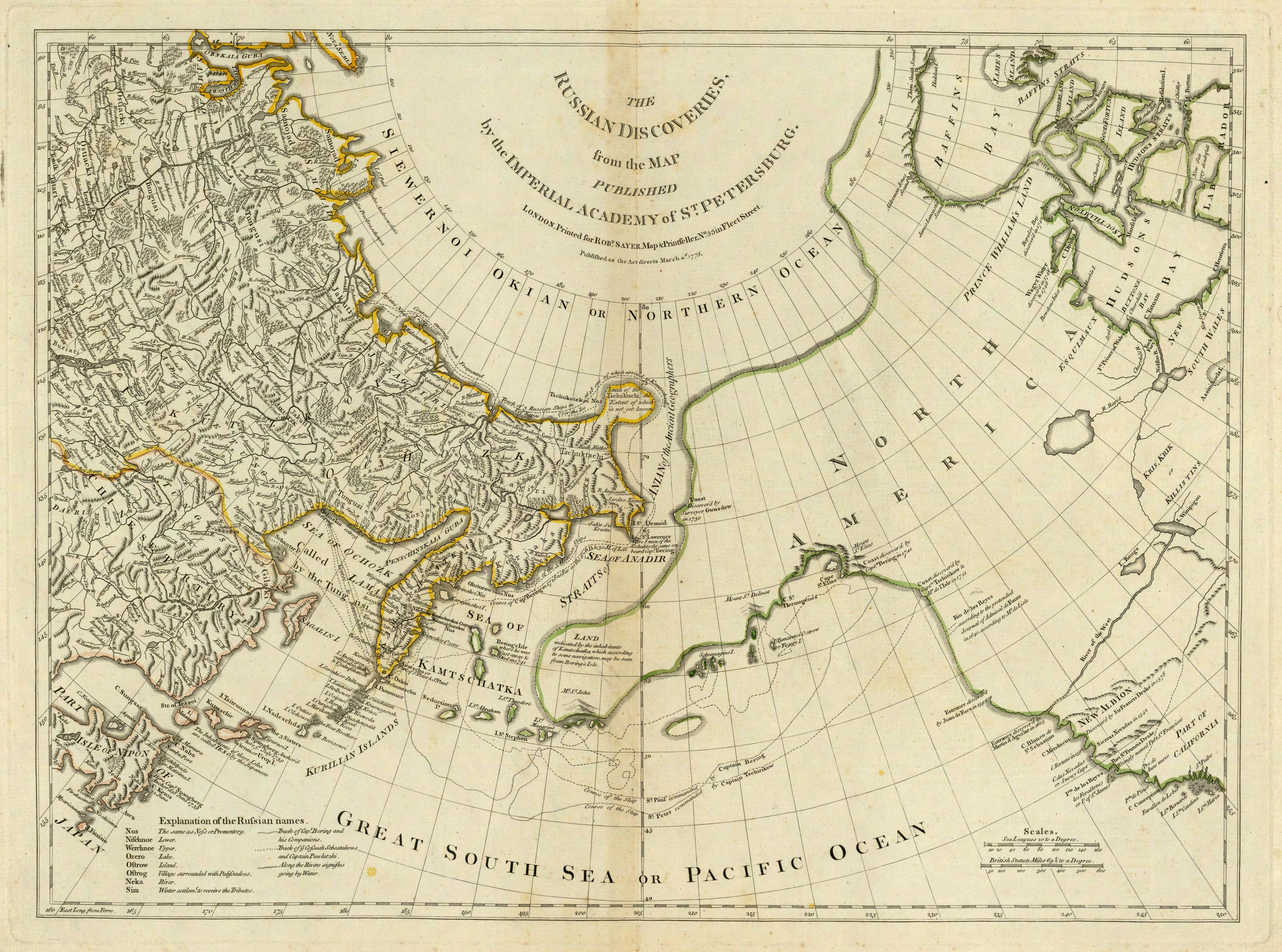
Um dos resultados mais importantes da expedição foi a cartografia do extremo nordeste da Ásia.
Mapa publicado em Londres em 1775

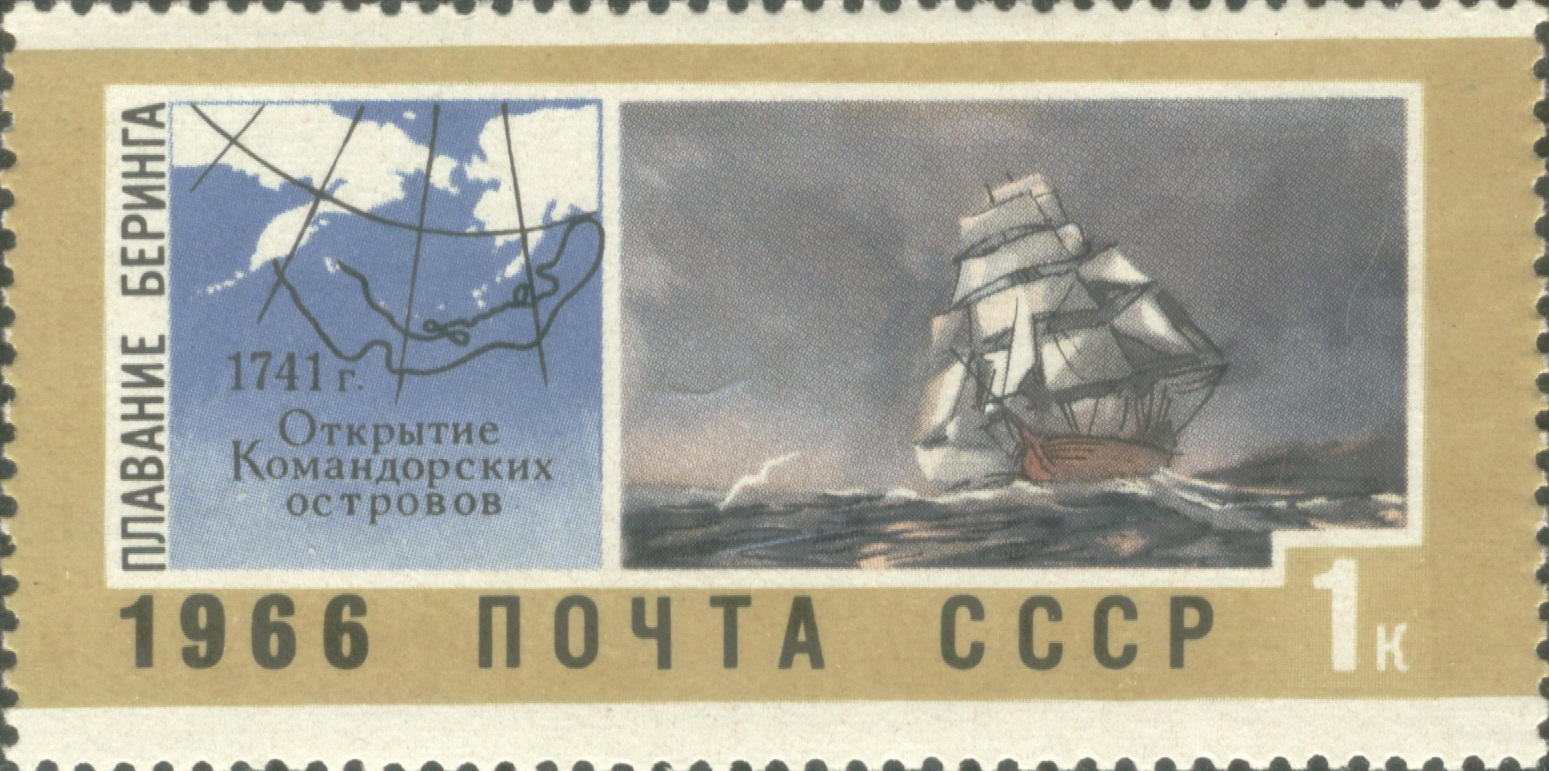
Descoberta das ilhas Comandante. Reproduz-se a rota de Bering na segunda expedição a Kamchatka e uma recriação do seu barco, o Sviatoi Piotr
Selo de correio da antiga URSS, 1966

Bering voltou a ser eleito para liderar uma segunda expedição a Kamchatka, desta vez pela imperatriz Ana da Rússia  (1693-1740), sobrinha do czar Pedro, que tinha subido ao trono em 1730. Era desta vez uma grande empresa cujos objetivos eram explorar uma parte de Sibéria, as costas russas do norte e as rotas marítimas entre Okhotsk, América do Norte e Japão. Bering voltou à região de Kamchatka em 1735. Com ajuda dos artesãos locais Makar Rogachev e Andrey Kozmin construiu dois navios: o Sviatoi Piotr (São Pedro) e o Sviatoi Pavel (São Paulo), com que partiu em 1740. Fundou Petropavlovsk em Kamchatka, e daí liderou uma expedição à América do Norte em 1741. Uma tempestade separou os dois barcos e Bering acabou na costa sul do Alasca, no mar de Bering, desembarcando perto da ilha Kayak. O segundo barco, capitaneado por Aleksei Chirikov, desembarcou no arquipélago Alexander, no sudeste do Alasca. Estas viagens de Bering e Aleksei Chirikov ocuparam um lugar central nos esforços da Rússia por explorar o Pacífico norte e são hoje em dia conhecidos como a «Grande expedição do Nordeste».
As duras condições da região obrigaram a Bering a regressar. No caminho de regresso, descobriu alguma das ilhas do arquipélago das ilhas Aleutas, às quais chamou ilhas Shumagin em homenagem a um marinheiro do seu barco que morreu e aí foi enterrado. Bering adoeceu e ao não poder governar seu navio, teve que refugiar-se nas ilhas Comandante (Komandorskiye Ostrova), a sudoeste do mar de Bering. Em 19 de dezembro de 1741 Vitus Bering morreu (não sabe se de escorbuto) na ilha de Bering, uma ilha donde também morreram 28 dos membros da sua tripulação.
Uma tempestade causou o naufrágio do Piotr Sviatoi, mas o único carpinteiro sobrevivente, S. Starodubstev, com a ajuda da tripulação conseguiu construir um pequeno navio do que tinha sido recuperado no momento do naufrágio. O novo barco tinha só 12,2 metros e foi também chamado Sviatoi Piotr. Dos 77 homens do Sviatoi Piotr, só 46 conseguiriam sobreviver às dificuldades da expedição. A última vítima morreu na véspera da chegada. O Sviatoi Piotr continuou ao serviço durante 12 anos, navegando entre a península de Kamchatka e Okhotsk até 1755. O seu fabricante, Starodubtsev, regressou a casa coberto de honrarias e mais tarde construiu outras embarcações.
Entre os resultados tangíveis da expedição, incluindo a descoberta do Alasca, as ilhas Aleutas, as ilhas Comandante e ilha de Bering, destacam-se a precisa cartografia da costa norte e nordeste da Rússia, a refutação da lenda sobre lendários habitantes do Pacífico norte e a realização de um estudo etnográfico, histórico e biológico da Sibéria e Kamchatka. a expedição também colocou um ponto final na existência de uma passagem do Nordeste - procurado desde princípios de século XVI - que pudesse comunicar a Ásia e América.
A segunda expedição de Kamchatka com os seus 3 000 participantes, diretos e indiretos, foi uma das maiores expedições da história. O custo total da empresa, financiada pelo Estado russo, foi uma inacreditável soma para a época, de 1,5 milhões de rublos, mais ou menos uma sexta parte dos rendimentos da Rússia em 1724.

## Reconhecimento das suas expedições
A importância do trabalho de Bering não foi reconhecida durante muito tempo, até o navegante inglês James Cook provar na sua terceira viagem pela região (1776–79) a exatidão das suas observações. Muitos acidentes geográficos da zona por si explorada têm hoje o seu nome, como o estreito de Bering, a ilha de Bering ou o mar de Bering. Para além disso, a região asiático-americana integrada pelo Alasca, o extremo leste da Sibéria, o estreito de Bering e os mares de Bering e Chukchi leva o seu nome, Beringia, tal como a ponte de gelo que antigamente comunicaria ambos os continentes, a ponte de Beríngia.
Em agosto de 1991, os restos de Bering e cinco dos seus tripulantes foram descobertos por um transporte marítimo russo-dinamarquês. Os corpos foram transportados para Moscovo, onde os médicos conseguiram estabelecer a sua aparência. Os seus dentes não tinham sinais evidentes de escorbuto, o que conduz à conclusão de que morreu de outra doença. Em 1992, os corpos de Bering e dos outros marinheiros foram reenterrados na ilha de Bering.